# Maroons
Los maroons son uno de los grupos étnicos que viven en Jamaica. La palabra maroon es un castellanismo de la palabra española cimarrón.
Los palenques maroons más antiguos surgieron en la época de la Jamaica española. En el siglo XVIII lograron el reconocimiento sobre sus principales poblaciones a cambio de lealtad al gobierno inglés de Jamaica tras la primera guerra Cimarrón. El crecimiento vertiginoso del cultivo de caña de azúcar y la importación masiva de esclavos africanos dio lugar a revueltas maroons por retener sus territorios como la segunda guerra Cimarrón. Esta supuso la deportación a la colonia de Sierra Leona de un grupo de maroons a principios del siglo XIX. Además, pequeños nuevos grupos de maroons surgieron de la huida de los esclavos de las plantaciones hasta la abolición de la esclavitud en Jamaica en el primer tercio del siglo XIX.
En la actualidad, las poblaciones maroon de Jamaica cuentan con unos setecientos vecinos, y tienen como principal fuente de ingresos la agricultura y el turismo de naturaleza, especialmente las situadas en el área del parque nacional Montes Blue y de John Crow

## Historia

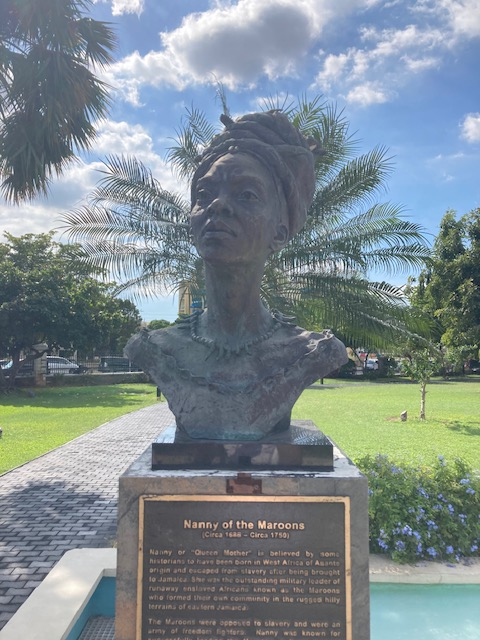
Nanny, líder maroon del siglo durante la Primera guerra Cimarrón por la que los maroons juraron lealtad al gobernador de Jamaica a cambio del derecho a vivir en libertad en sus palenques.

Los maroons tienen su origen en los descendientes de los trescientos negros cimarrones de la isla de época de la Jamaica española. Estos eran esclavos de origen africano, huidos al interior montañoso de Jamaica y organizados en tres palenques. Durante la invasión de Jamaica (1655) los trescientos cimarrones españoles apoyaron a las tropas españolas que trataron, durante cinco años, recuperar el control de la isla. Sin embargo, en 1660 los palenques maroons se aliaron con el gobernador inglés de Jamaica Edward D'Oyley, por lo que las tropas españolas dieron la isla por perdida ante los ingleses, quienes establecieron la colonia de Jamaica.

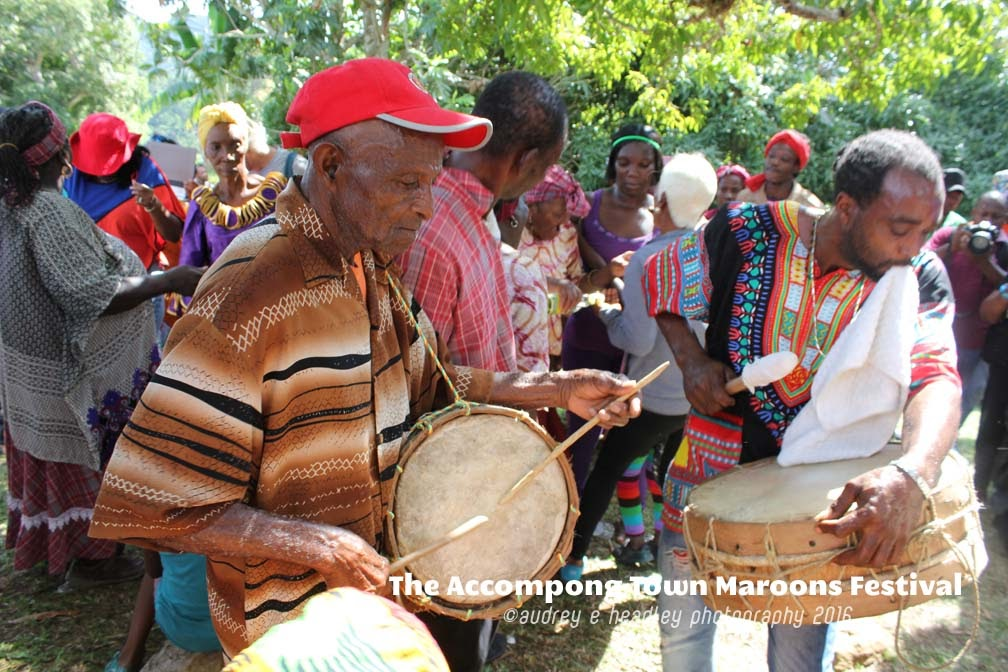
Festival Maroon en Cockpit Contry, parroquia de Saint Elizabeth

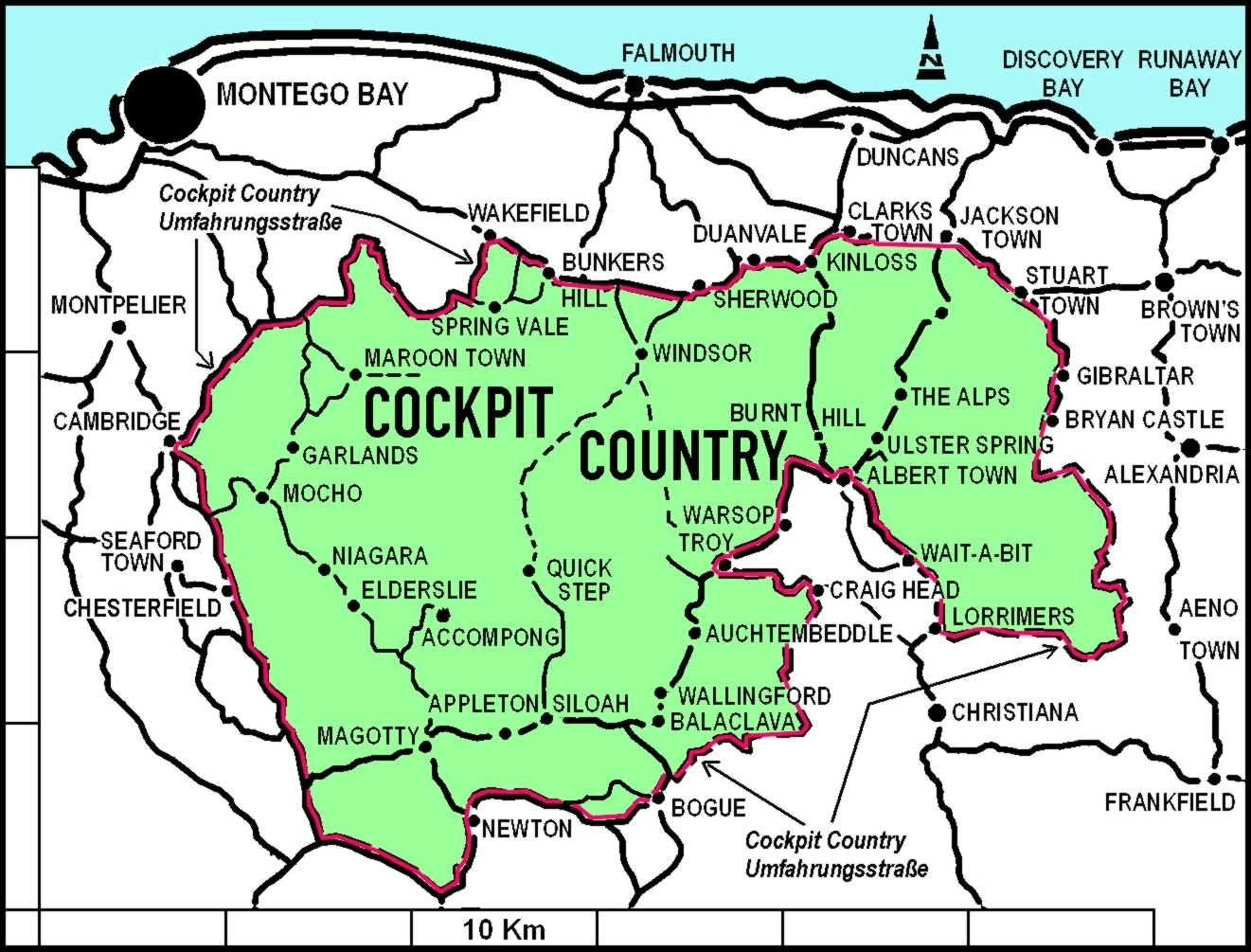
Cockpit country, región de tradición maroon

Los maroons de sotavento surgieron en 1673 con una fuga de 200 esclavos de la parroquia de Saint Ann. Estos se establecieron en la parroquia de San Jorge (condado de Surrey) junto a los esclavos huidos de un naufragio, de origen malgache. Los maroons de sotavento acogieron a numerosos esclavos huidos, como a los 400 esclavos huidos en 1690 de la plantación Sutton.Las viviendas eran bohíos y cuevas, y las poblaciones se situaban al abrigo de barrancos que facilitaban su defensa. El conocimiento del interior montañoso de la isla favorecía las escaramuzas o guerra de guerrillas, que se apoyaba en la comunicación mediante abengs (cuernos de vaca).
Durante el auge del cultivo de la caña de azúcar en Jamaica, la presión por poner en explotación todas los terrenos favorables para la agricultura de la isla, con más de cuatrocientas explotaciones para 1739 supuso constantes conflictos con los maroons jamaiquinos en lo que se conoce como Primera Guerra Cimarrón. Los tres principales caciques maroon eran del pueblo akan, originarios de la actual Ghana. Cudjoe ejercía el dominio del oeste (región de sotavento o de Trelawny) y Quao y Reina Nanny del este (región de Blue Mountains o barlovento). El conflicto se resolvió en 1739 y 1740 con la firma entre Cudjoe, Quao y Reina Nanny y el gobernador de Jamaica Edward Trelawny, de un tratado de paz por el que el gobernador reconocía el derecho de los maroons sobre las poblaciones de Accompong, Trelawny Town o Cudjoe Town, Moore Town o Nanny Town, Scott's Pass y Charles Town, supeditados a un superintendente del gobernador.  
El grupo de maroons liderado por Jack Masong o Three Fingered Jack, surgido en el último tercio del siglo XVIII, tiene su origen la fuga de esclavos propiciada por Ancoma en 1750 en la parroquia de Saint Thomas.El grupo de Jack Masong realizó ataques plantaciones y en los caminos, y el propio Masong fue asesinado en 1781 dentro de las luchas de poder Maroons. En 1792 su líder Dagger fue apresado por la milicia jamaicana, siendo sucedido por Toney.La lealtad de los maroons al gobierno de Jamaica fue decisiva para sofocar la rebelión de Tacky en 1760, quien lideró una violenta revuelta en las plantaciones de Frontier y Trinity (parroquia de Saint Mary), que se extendió por toda la isla. Al frente de la milicia de maroons se encontraban and Clash and Sambo (Moore Town), Quaco y Cain (Charles Town) y Cudjo y Davy el Maroon (Scott's Hall), siendo finalmente abatido Tacky por Davy el Maroon.

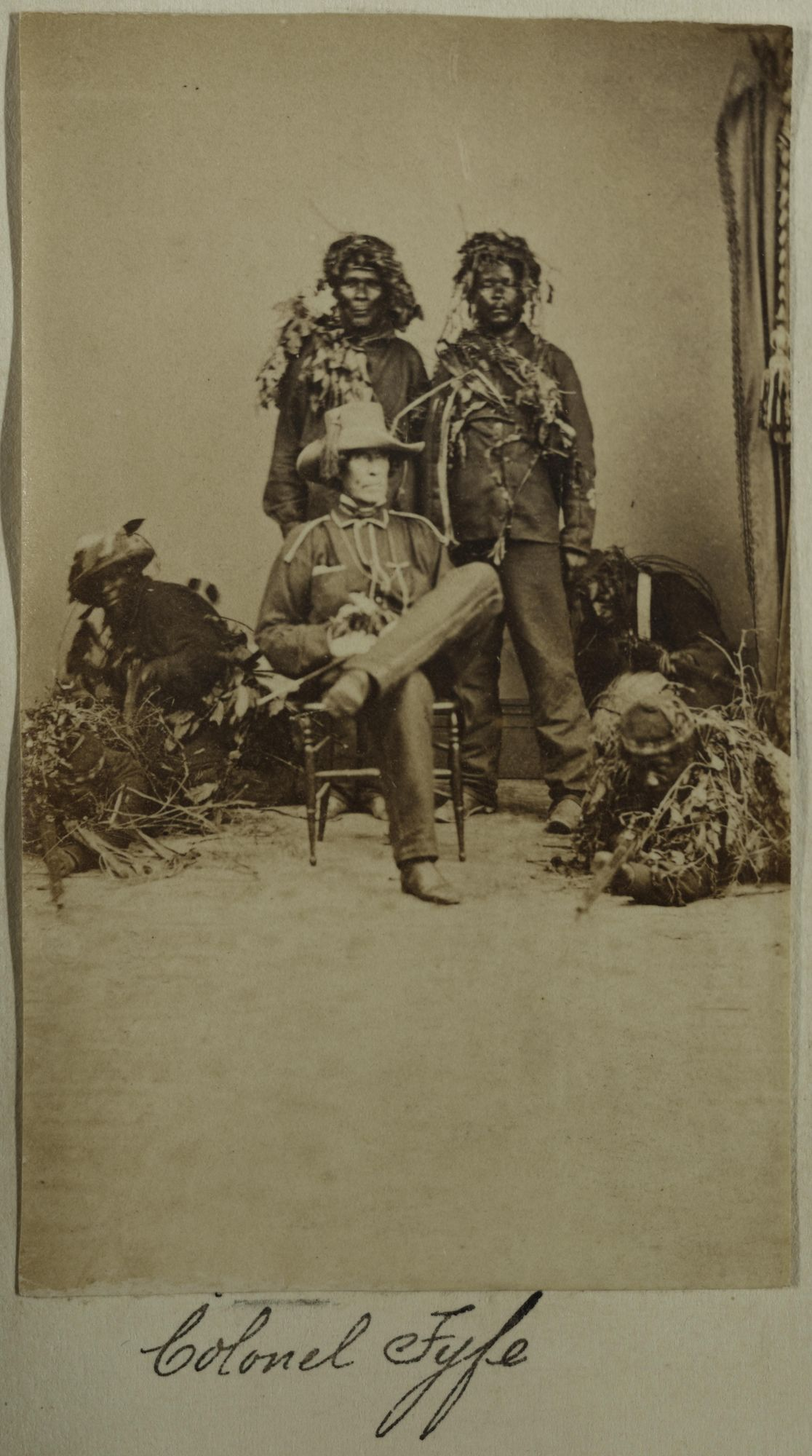
Soldados maroons junto al coronel Fyfe durante la rebelión de Morant Bay (1865)

En 1796 quinientos maroons de Trelawny Town fueron trasladados de manera forzosa a la colonia británica de Nova Scotia (Canadá). Estos habían sido derrotados en la Segunda Guerra Cimarrón. Posteriormente, en 1800 los maroons de Canadá fueron reubicados en la colonia de Sierra Leona (actual Sierra Leona). La marcha a Sierra Leona se produjo junto a más de mil Lealistas negros exiliados en Canadá tras la derrota británica en el guerra de Independencia de los Estados Unidos. En 1797 Reino Unido siguió un sistema parecido con la deportación de los garífunas rebeldes de San Vicente a Roatán (Islas de la Bahía, Honduras).   

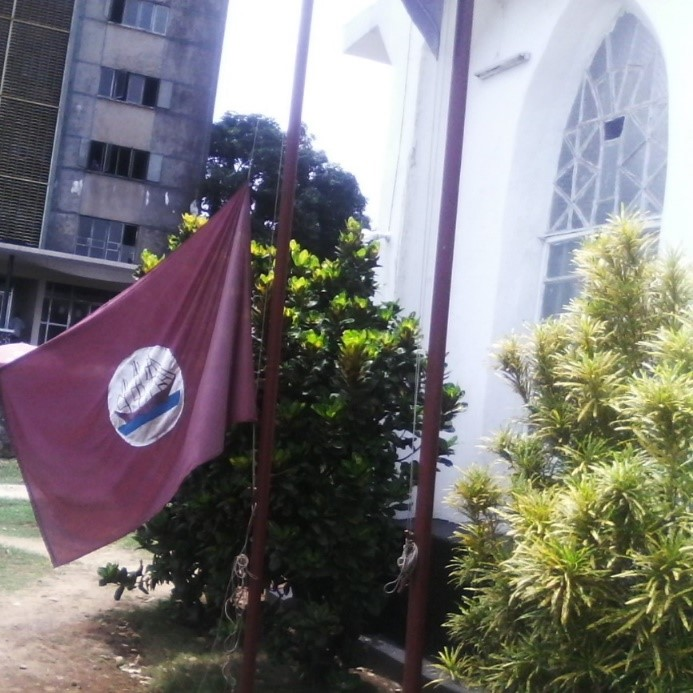
Bandera maroon en la iglesia de St. John (Freetown, Sierra Leona)

Otro pueblo maroon en el Cockpit Country, el interior montañoso de Jamaica, tuvo su origen en la fuga de Cufee de 1798. De origen akan, lideró un numeroso grupo de esclavos fugitivos de la segunda guerra cimarrón, que logró escapar a las expediciones de castigo de los maroons aliados del gobierno de Jamaica, originadas por los continuos ataques a las plantaciones.Otros pueblos establecido al margen de los acuerdos entre los maroons y el gobierno de Jamaica fueron Healthshire o Me-no-Sen-You-no-Come. Los líderes de este último fueron Warren y Forbes, y se originó tras una fuga de esclavos en 1812 de las plantaciones de Trelawny. Perduró hasta la emancipación de los esclavos con la Slavery Abolition Act de 1833.
Ante la dureza de las condiciones de vida en Sierra Leona, entre 1839 y 1841 lograron regresar más de doscientos maroons desde Freetown, después negociar con el gobierno de Jamaica que el coste del viaje sería pagado por los propios pasajeros. Quienes permanecieron en Sierra Leona son considerados parte de loscriollos de Sierra Leona. En 1865 la milicia maroon de Moore Town (parroquia de Saint James) intervino en la represión de la rebelión de Morant Bay.
En la actualidad, las poblaciones maroon cuentan con unos setecientos vecinos, y tienen como principal fuente de ingresos la agricultura y el turismo de naturaleza, especialmente las situadas en el área del parque nacional Montes Blue y de John Crow.